# Ley de Stokes

Un cuerpo que cumple la ley de Stokes se ve sometido a dos fuerzas, la gravitatoria y la de arrastre. En el momento que ambas se igualan su aceleración se vuelve nula y su velocidad constante.

La ley de Stokes proporciona la fuerza de fricción experimentada por objetos esféricos moviéndose en el seno de un fluido viscoso en un régimen laminar de número de Reynolds pequeño.

## Etimología
Fue deducida en 1851 por George Gabriel Stokes tras resolver un caso particular de las ecuaciones de Navier-Stokes.

## Aplicaciones
La ley de Stokes es el principio usado en los viscosímetros de esfera en caída libre, en los cuales el fluido está estacionario en un tubo vertical de vidrio y una esfera, de tamaño y densidad conocidas, cae a través del líquido. Si la bola ha sido seleccionada correctamente alcanzará la velocidad terminal, que se puede medir por el tiempo que pasa entre dos marcas en la parte baja del tubo.
A veces se usan sensores electrónicos para fluidos opacos. Si se conocen las densidades de la esfera, el líquido y la velocidad de caída se puede calcular la viscosidad a partir de la ley de Stokes. Para mejorar la precisión del experimento se utilizan varias bolas. La técnica es usada en la industria para verificar la viscosidad de los productos, por ejemplo, la glicerina o el sirope.
La importancia de la ley de Stokes está ilustrada por el hecho de que ha desempeñado un papel crítico en la investigación de al menos tres Premios Nobel.
La ley de Stokes también es importante para la compresión del movimiento de microorganismos en un fluido, así de los procesos de sedimentación debidos de pequeñas partículas y organismos en medios acuáticos. También es usado para determinar el porcentaje de granulometría muy fina de un suelo mediante el ensayo de sedimentación.
En la atmósfera, la misma teoría puede usarse para explicar por qué las gotas de agua (o los cristales de hielo) pueden permanecer suspendidos en el aire (como nubes) hasta que consiguen un tamaño crítico para empezar a caer como lluvia (o granizo o nieve). Se puede hacer un uso similares de la ecuación para estudiar el principio de asentamiento de partículas finas en el agua u otros fluidos.

## Simbología
| Símbolo                   | Nombre                                                  | Unidad  |
| ------------------------- | ------------------------------------------------------- | ------- |
| {\displaystyle F_{d}}     | Fuerza                                                  | N       |
| {\displaystyle g}         | Gravedad                                                | m / s2  |
| {\displaystyle p}         | Presión                                                 | Pa      |
| {\displaystyle R}         | Radio de la esfera                                      | m       |
| {\displaystyle u}         | Velocidad                                               | m / s   |
| {\displaystyle u_{s}}     | Velocidad de caída de las partículas (velocidad límite) | m / s   |
| {\displaystyle \mu }      | Viscosidad dinámica                                     | Pa s    |
| {\displaystyle \omega }   | Vorticidad                                              | s-1     |
| {\displaystyle \rho _{p}} | Densidad de las partículas                              | kg / m3 |
| {\displaystyle \rho _{f}} | Densidad del fluido                                     | kg / m3 |
| {\displaystyle \sigma }   | Fuerza viscosa por unidad de área                       | N / m2  |

## Descripción
La ley de Stokes puede escribirse como:
{\displaystyle F_{d}=6\pi \ R\ \mu \ u}
La condición de bajos números de Reynolds implica un flujo laminar lo cual puede traducirse por una velocidad relativa entre la esfera y el medio inferior a un cierto valor crítico. En estas condiciones la resistencia que ofrece el medio es debida casi exclusivamente a las fuerzas de rozamiento que se oponen al deslizamiento de unas capas de fluido sobre otras a partir de la capa límite adherida al cuerpo. La ley de Stokes se ha comprobado experimentalmente en multitud de fluidos y condiciones.
Si las partículas empiezan a caer verticalmente en un fluido viscoso debido a su propio peso hacen un recorrido antes de alcanzar su velocidad límite o terminal constante ; puede calcularse tal recorrido y el tiempo en que lo logra así como también tal velocidad límite igualando la fuerza de fricción con el peso aparente de la partícula en el fluido.
{\displaystyle u_{s}={\Bigl (}{\frac {2}{9}}{\Bigr )}{\frac {(\rho _{p}-\rho _{f})\ g\ r^{2}}{\mu }}}

## Flujo de Stokes alrededor de una esfera

### Flujo estacionario de Stokes
En flujos de Stokes con un número de Reynolds muy bajo, la aceleración convectiva se puede considerar nula en los términos de la ecuación de Navier-Stokes. En ese caso las ecuaciones del flujo se igualan a las de un flujo incompresible y estacionario:
{\displaystyle {\begin{aligned}&\nabla p=\mu \,\nabla ^{2}\mathbf {u} =-\mu \,\nabla \times \mathbf {\boldsymbol {\omega }} ,\\&\nabla \cdot \mathbf {u} =0,\end{aligned}}}
{\displaystyle {\boldsymbol {\omega }}=\nabla \times \mathbf {u} }
Usando algunas propiedades del cálculo de vectores, estas ecuaciones se pueden mostrar como resultado de una ecuación de Laplace para la presión y cada uno de los componentes del vector vorticidad:
{\displaystyle \nabla ^{2}{\boldsymbol {\omega }}=0}
{\displaystyle \nabla ^{2}p=0}
Fuerzas adicionales como la gravedad o la flotabilidad no han sido tomados en cuenta, pero pueden ser fácilmente añadidos a la ecuación ya que son lineales, así que se puede aplicar la superposición lineal a las soluciones.

### Flujo alrededor de una esfera
Para el caso de una esfera en un campo de velocidades, es ventajoso usar el sistema de coordenadas cilíndrico ({\displaystyle r,\varphi ,z}). El eje ({\displaystyle z}) pasa por el centro de la esfera y está alineado con la dirección del flujo, mientras que ({\displaystyle r}) es el radio medido perpendicular al eje ({\displaystyle z}). El origen es el centro es de la esfera. Debido a que el flujo es asimétrico respecto al eje z, éste es independiente del azimut ({\displaystyle \varphi }).
En el sistema de coordenadas cilíndrico, el flujo incompresible puede ser descrito por la función del flujo de Stokes ({\displaystyle \psi }), la cual está en función de ({\displaystyle r}) y ({\displaystyle z}):
{\displaystyle v=-{\frac {1}{r}}{\frac {\partial \psi }{\partial z}},\qquad w={\frac {1}{r}}{\frac {\partial \psi }{\partial r}}}
con ({\displaystyle v}) y ({\displaystyle w}) como componentes del flujo de velocidad en la dirección ({\displaystyle r}) y ({\displaystyle z}), respectivamente. La componente de la velocidad acimutal en la dirección φ es cero, en el caso simétrico. El flujo de volumen, a través de un tubo limitado por una superficie de valor constante ({\displaystyle \psi }), es igual a ({\displaystyle 2\pi \ \psi }) y es constante.
Para el caso de un flujo simétrico por los ejes, el único componente no nulo del vector vorticidad ({\displaystyle \omega }) es el azimutal ({\displaystyle \varphi }), el componente ({\displaystyle \omega _{\varphi }}).
{\displaystyle \omega _{\varphi }={\frac {\partial v}{\partial z}}-{\frac {\partial w}{\partial r}}=-{\frac {\partial }{\partial r}}\left({\frac {1}{r}}{\frac {\partial \psi }{\partial r}}\right)-{\frac {1}{r}}\ {\frac {\partial ^{2}\psi }{\partial z^{2}}}}
El operador de Laplace, aplicado a la vorticidad ({\displaystyle \omega _{\varphi }}), aplicado en el sistema cilíndrico con simetría en los ejes:
{\displaystyle \nabla ^{2}\omega _{\varphi }={\frac {1}{r}}{\frac {\partial }{\partial r}}\left(r\ {\frac {\partial \omega _{\varphi }}{\partial r}}\right)+{\frac {\partial ^{2}\omega _{\varphi }}{\partial z^{2}}}-{\frac {\omega _{\varphi }}{r^{2}}}=0.}
De las dos ecuaciones anteriores, y con las apropiadas condiciones de contornos, para un campo de velocidad uniforme y paralela ({\displaystyle V}) en la dirección ({\displaystyle z}) y en una esfera de radio ({\displaystyle R}), la solución resulta ser
{\displaystyle \psi =-{\frac {1}{2}}\ V\ r^{2}\ \left[1-{\frac {3}{2}}{\frac {R}{\sqrt {r^{2}+z^{2}}}}+{\frac {1}{2}}\left({\frac {R}{\sqrt {r^{2}+z^{2}}}}\right)^{3}\right].}
La fuerza viscosa por unidad de área σ, ejercida por el flujo en la superficie de la esfera, está en la dirección z sobre toda la esfera. Más exactamente, tiene el mismo valor en cualquier punto de la esfera:
{\displaystyle {\boldsymbol {\sigma }}={\frac {3\ \mu \ V}{2\ R}}\ \mathbf {e} _{z}}
con ({\displaystyle \mathbf {e} _{z}}) el vector unitario en la dirección ({\displaystyle z}). Para otras formas que no sean la esférica, ({\displaystyle \sigma }) no es constante a lo largo de la superficie del cuerpo. Integrando la fuerza viscosa por unidad de área ({\displaystyle \sigma }) sobre la esfera resulta la fuerza de fricción ({\displaystyle F_{d}}) de acuerdo con la ley de Stokes.